# دانشگاه منیتوبا
دانشگاه منیتوبا (به انگلیسی: University of Manitoba) یک دانشگاه تحقیقاتی دولتی در شهر وینیپگ واقع در استان منیتوبا کانادا است که در سال ۱۸۷۷ میلادی تأسیس شده‌است. این دانشگاه دارای ۲۲ دانشکده است و در اغلب رشته‌های دانشگاهی امکان ادامه تحصیل در بخش تحصیلات تکمیلی وجود دارد.

## رتبه‌بندی
در رتبه‌بندی دانشگاهی جهان QS در سال ۲۰۲۰ دانشگاه منیتوبا در رتبه ۶۵۰-۶۰۱ دنیا و ۲۱ام کانادا قرار گرفته است. همچنین بر اساس رتبه‌بندی مؤسسه تایمز در سال ۲۰۲۰ این دانشگاه در رتبه ۳۵۱-۴۰۰ دانشگاه‌های جهان قرار دارد.

## دانشکده‌ها
دانشکده‌های دانشگاه منیتوبا شامل:
- دانشکده کشاورزی و علوم غذایی
- دانشکده معماری
- دانشکده آموزش
- دانشکده موسیقی
- دانشکده محیط‌زیست، زمین و منابع طبیعی
- دانشکده هنر
- دانشکده دندانپزشکی
- دانشکده مهندسی
- دانشکده بهداشت دهان
- دانشکده پرستاری
- دانشکده توان‌بخشی پزشکی
- دانشکده پزشکی
- دانشکده داروسازی
- دانشکده علوم
- دانشکده مدیریت
- دانشکده مددکاری اجتماعی
- دانشکده بازرگانی
- دانشکده حقوق
- دانشکده تحصیلات تکمیلی
- دانشکده بومی‌شناسی انسانی

## نگارخانه

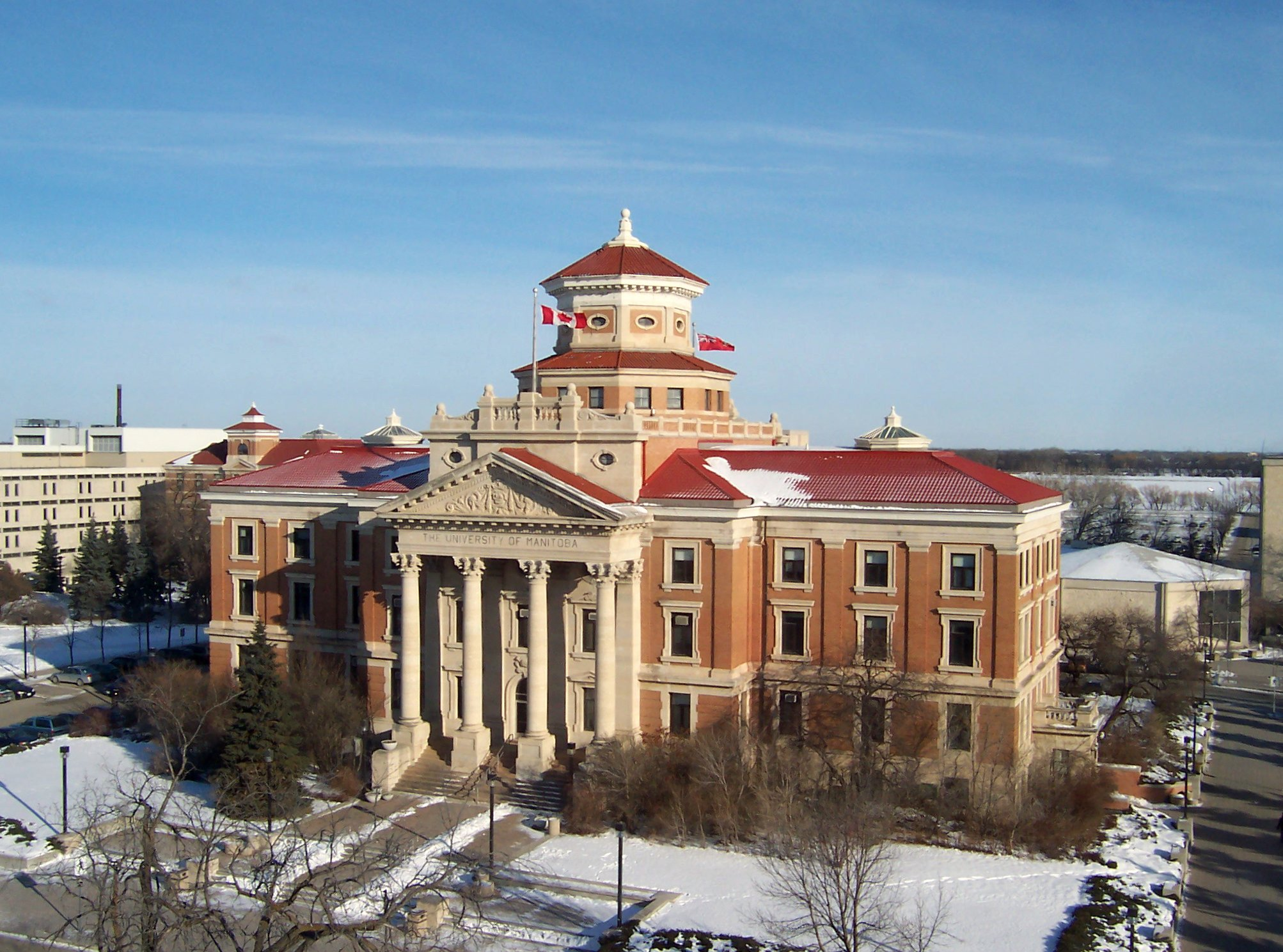
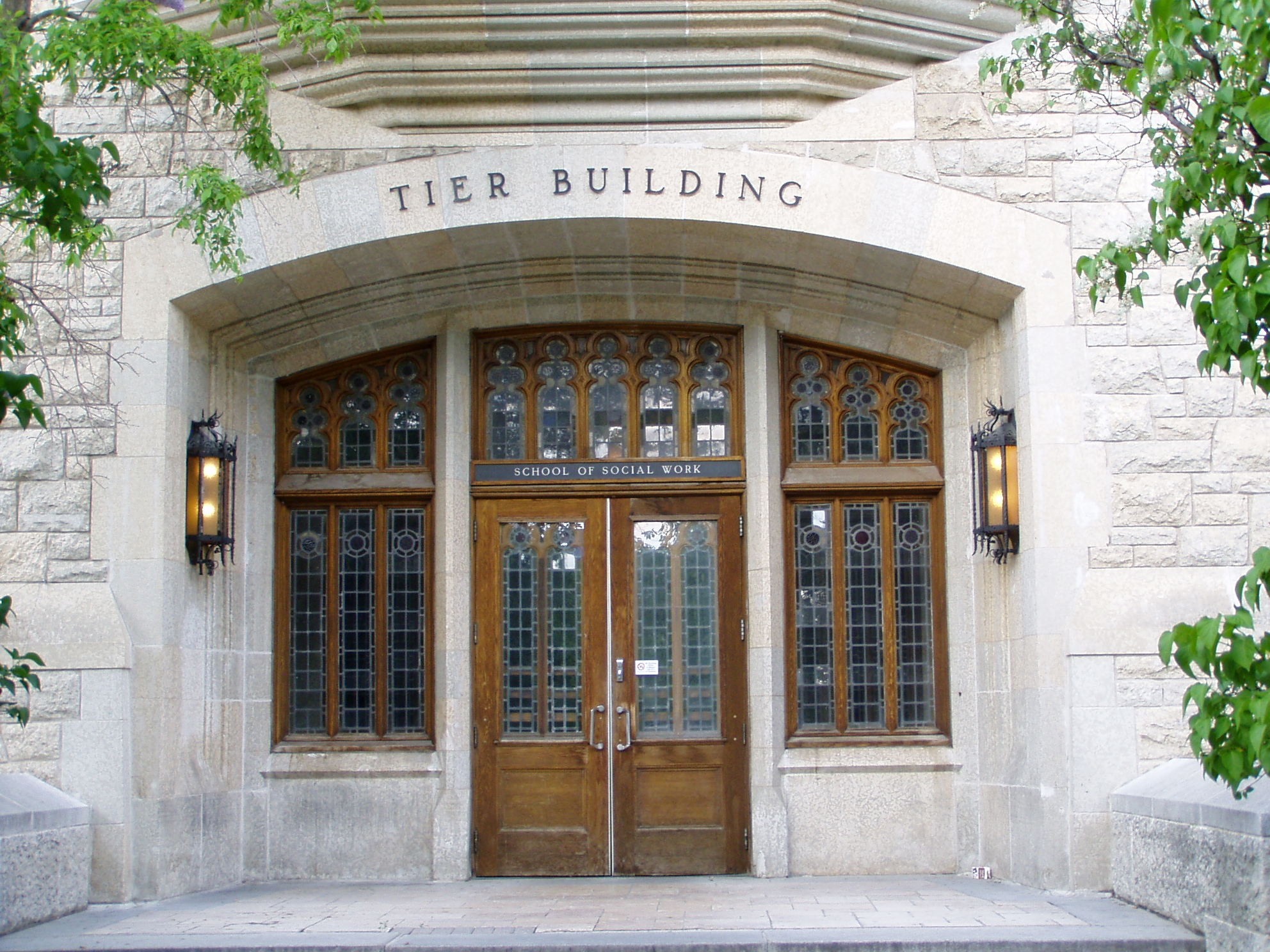
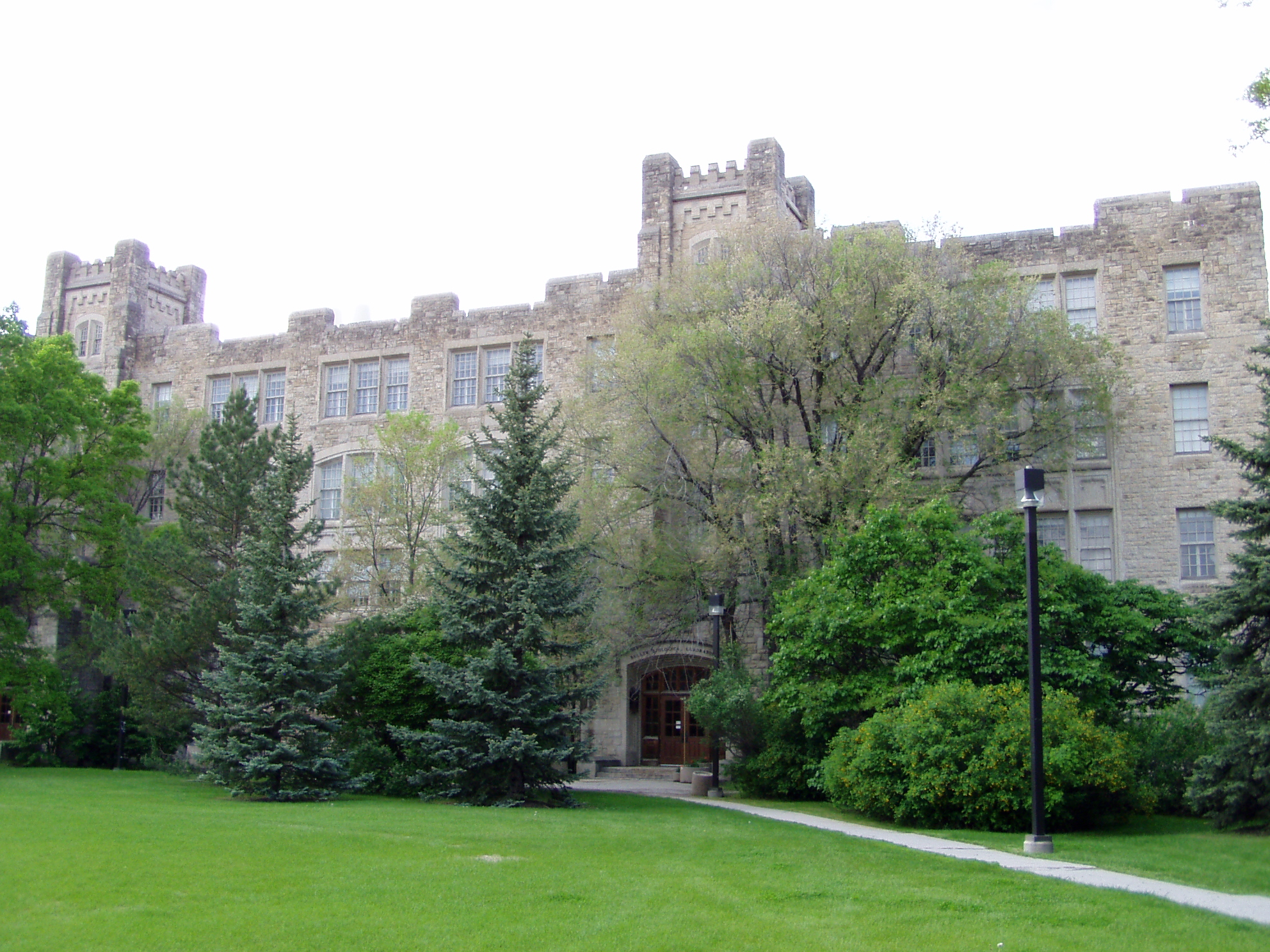
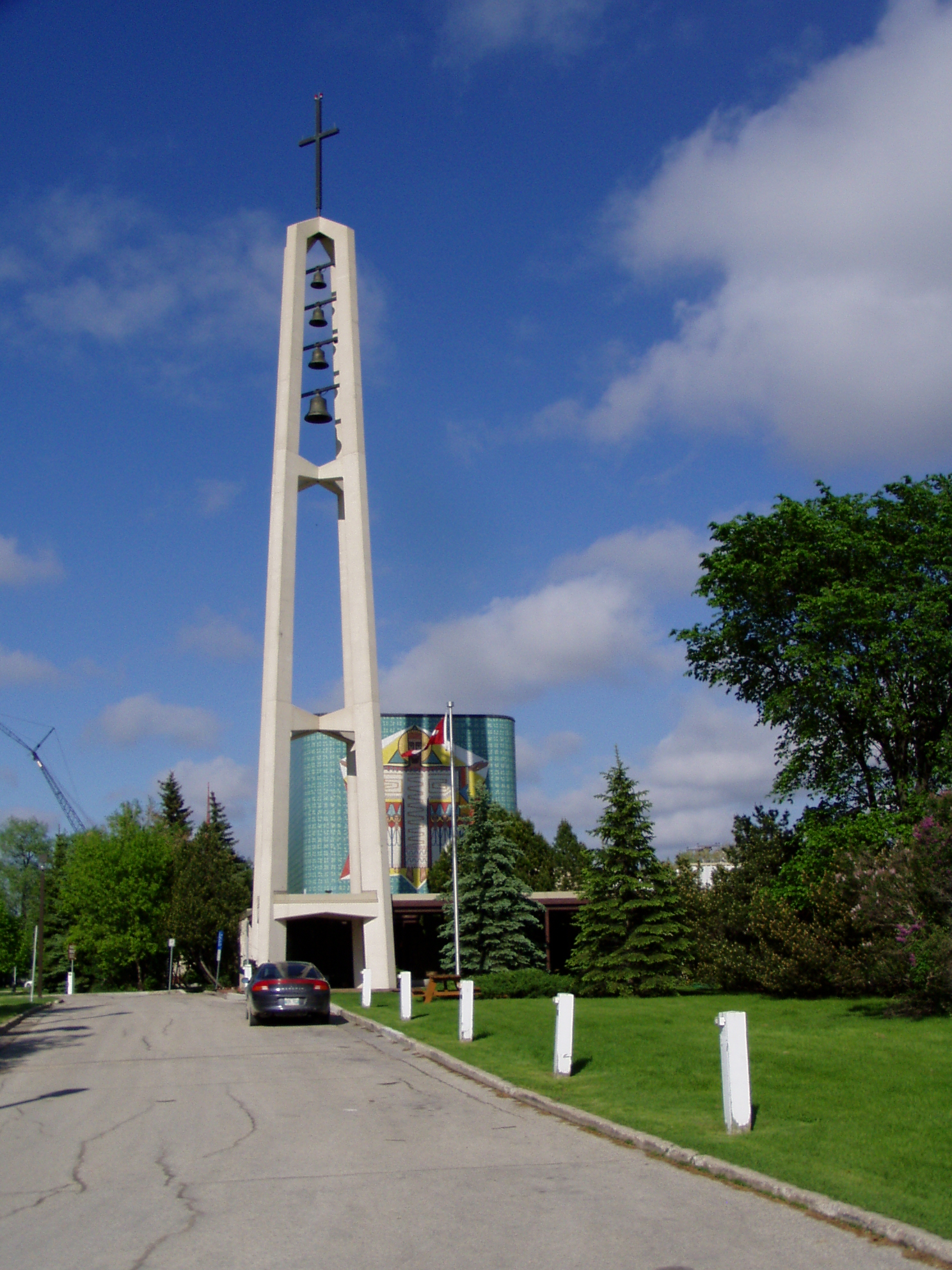
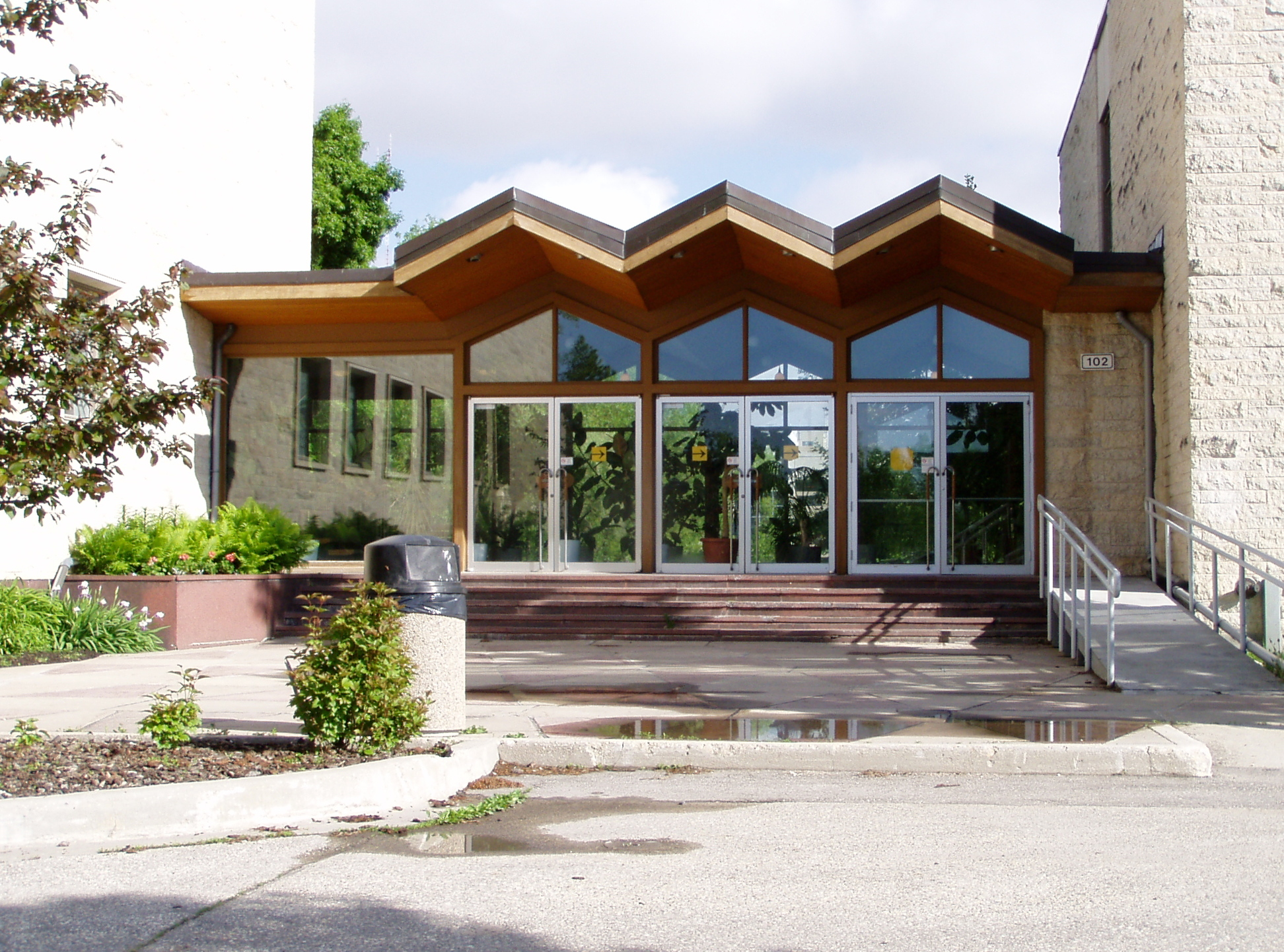
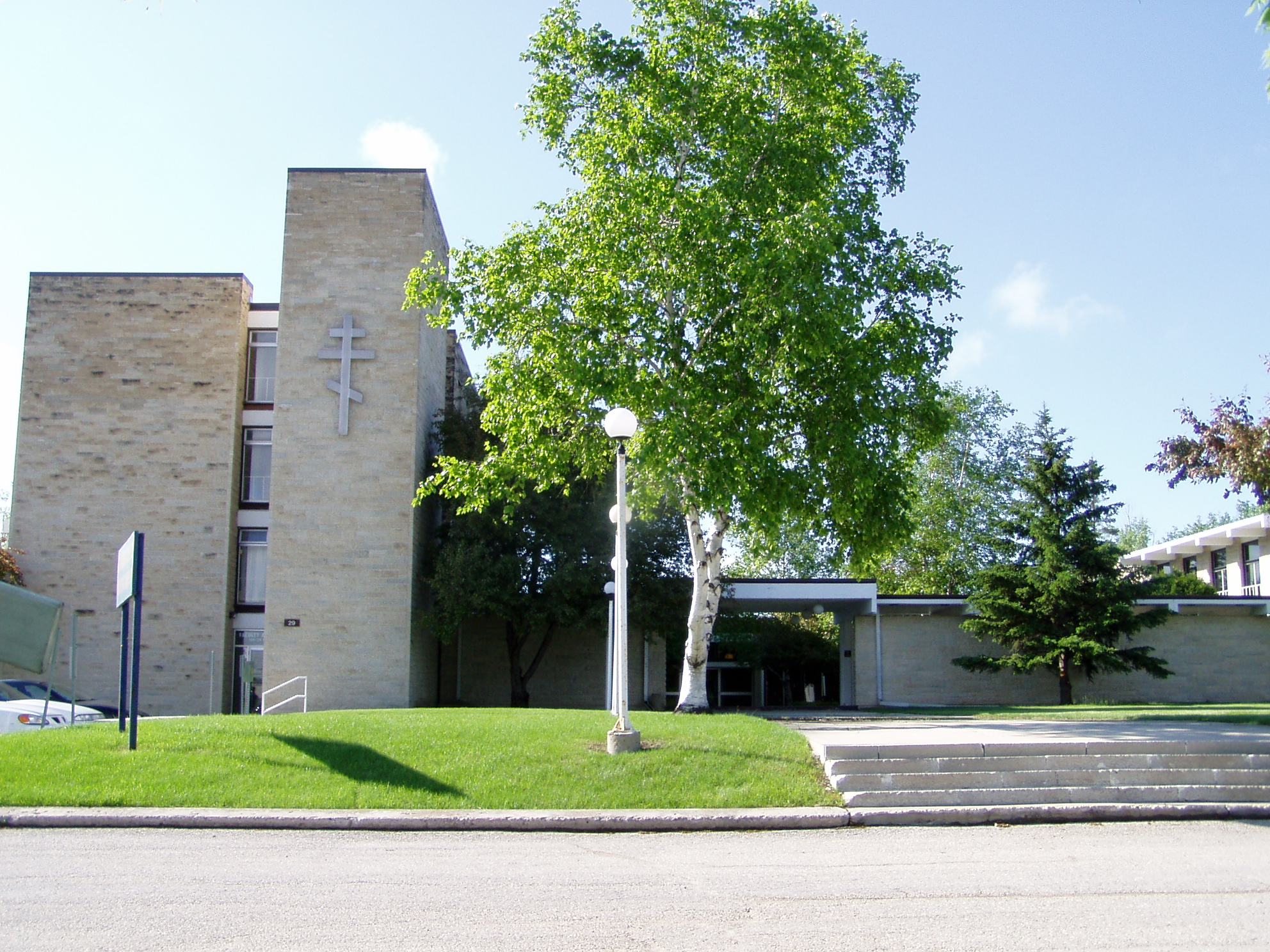
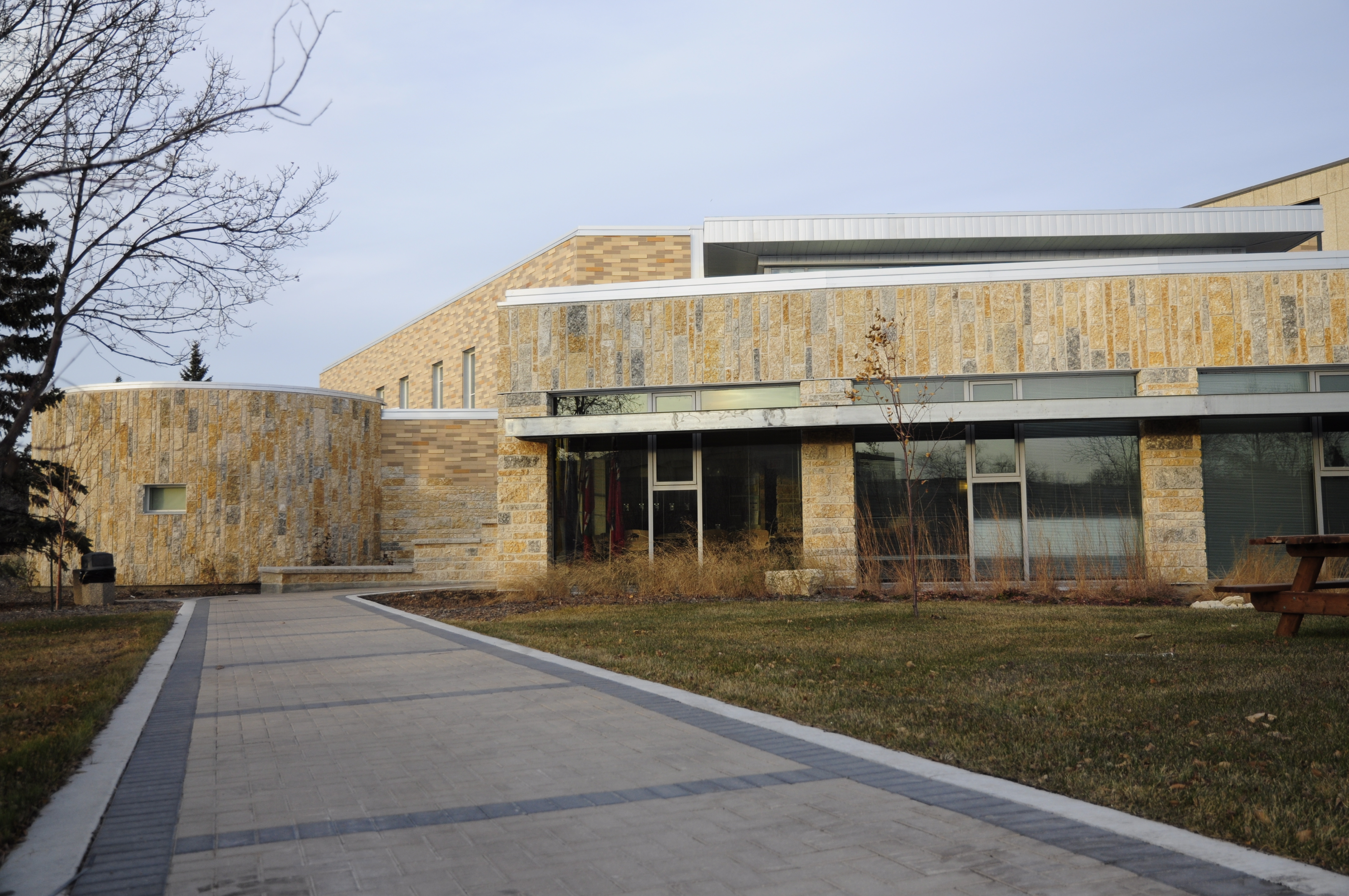
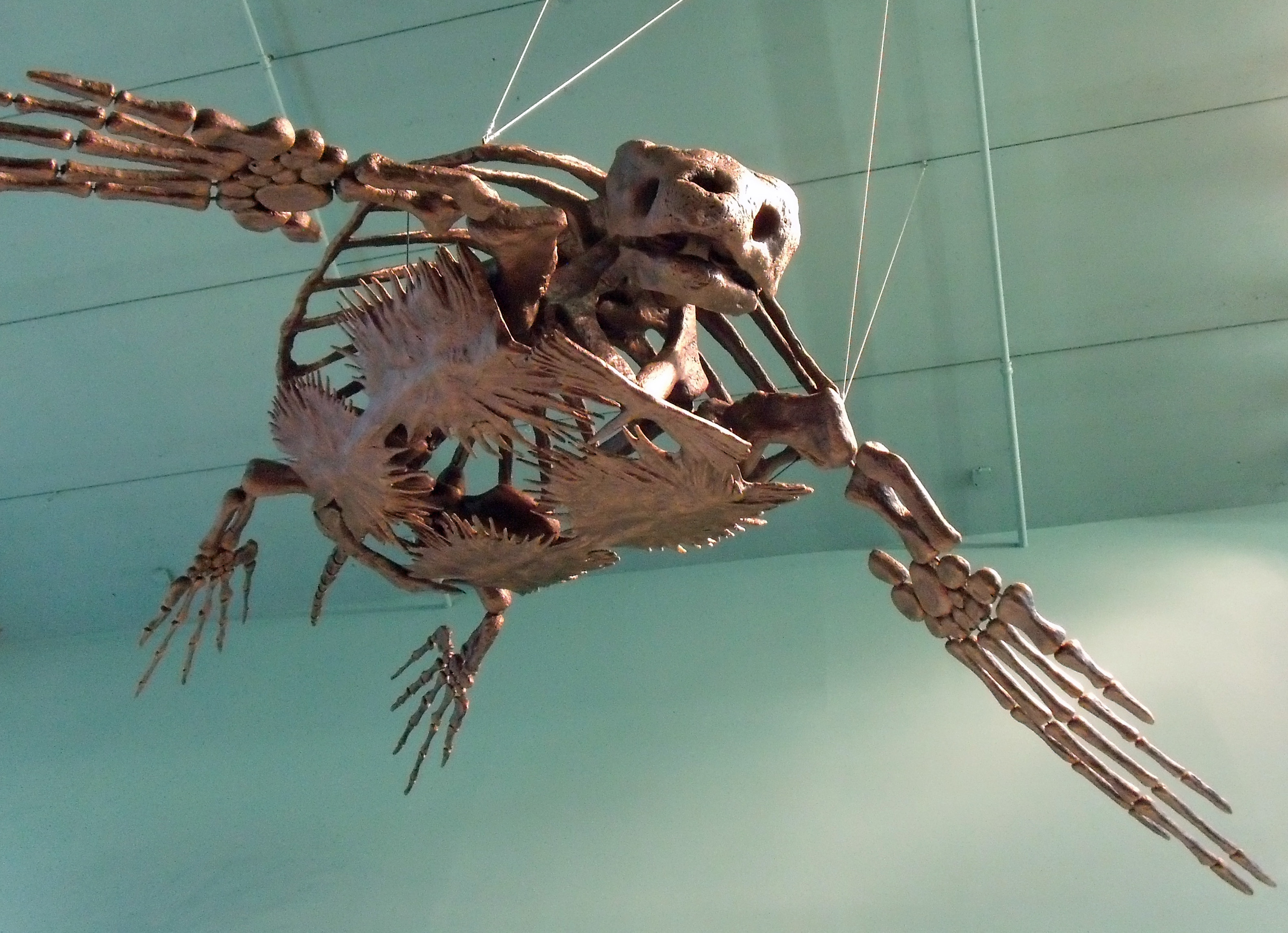
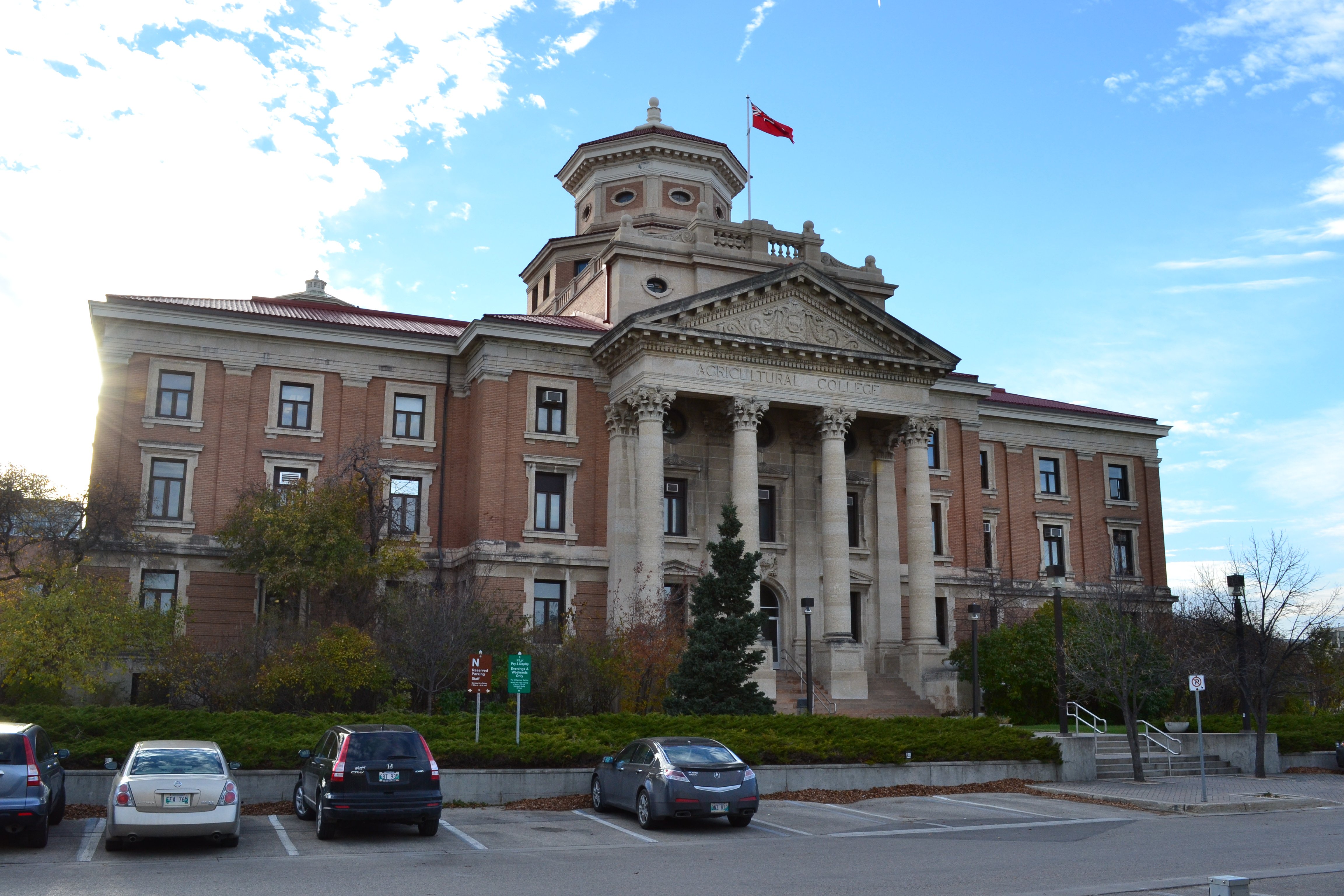
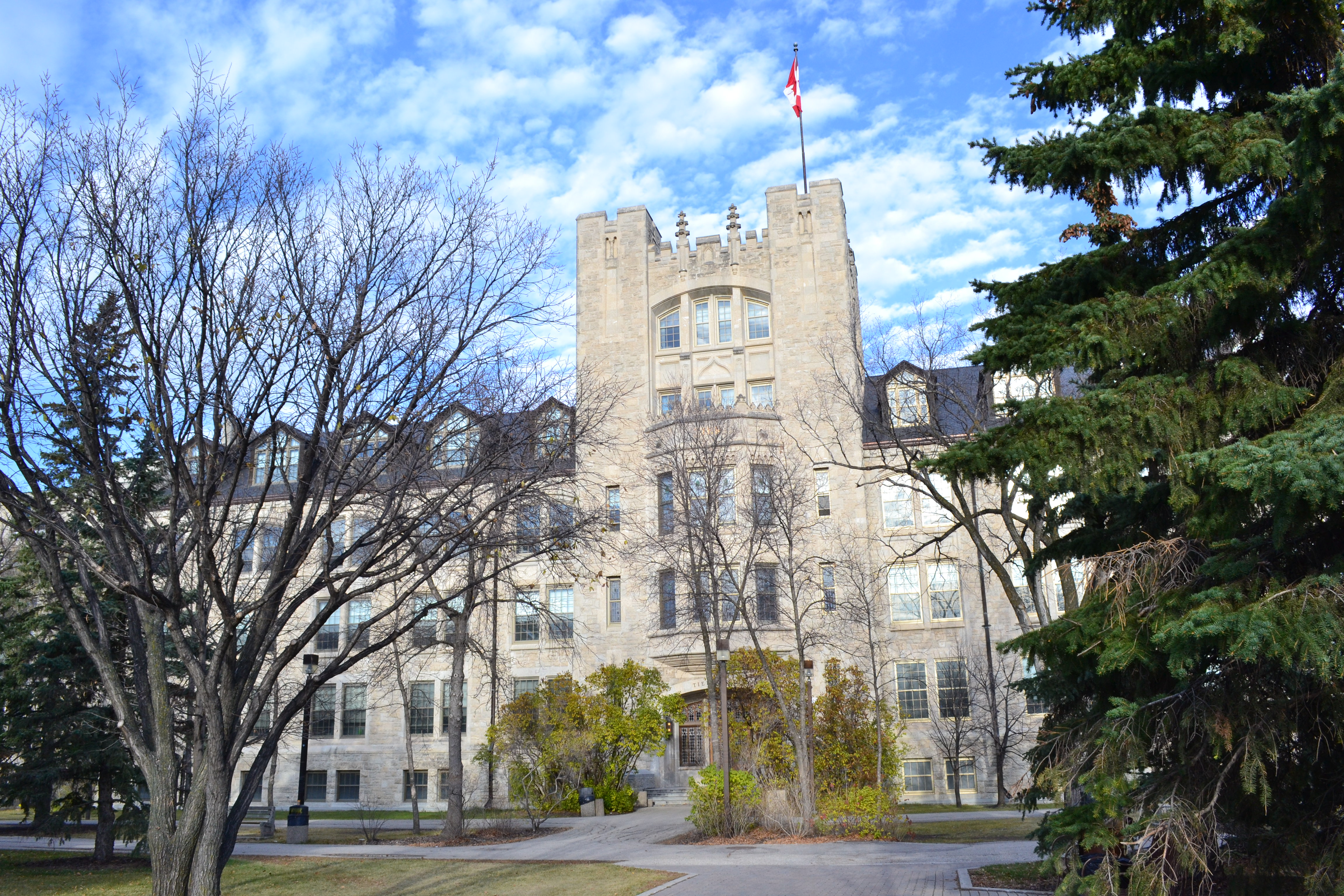
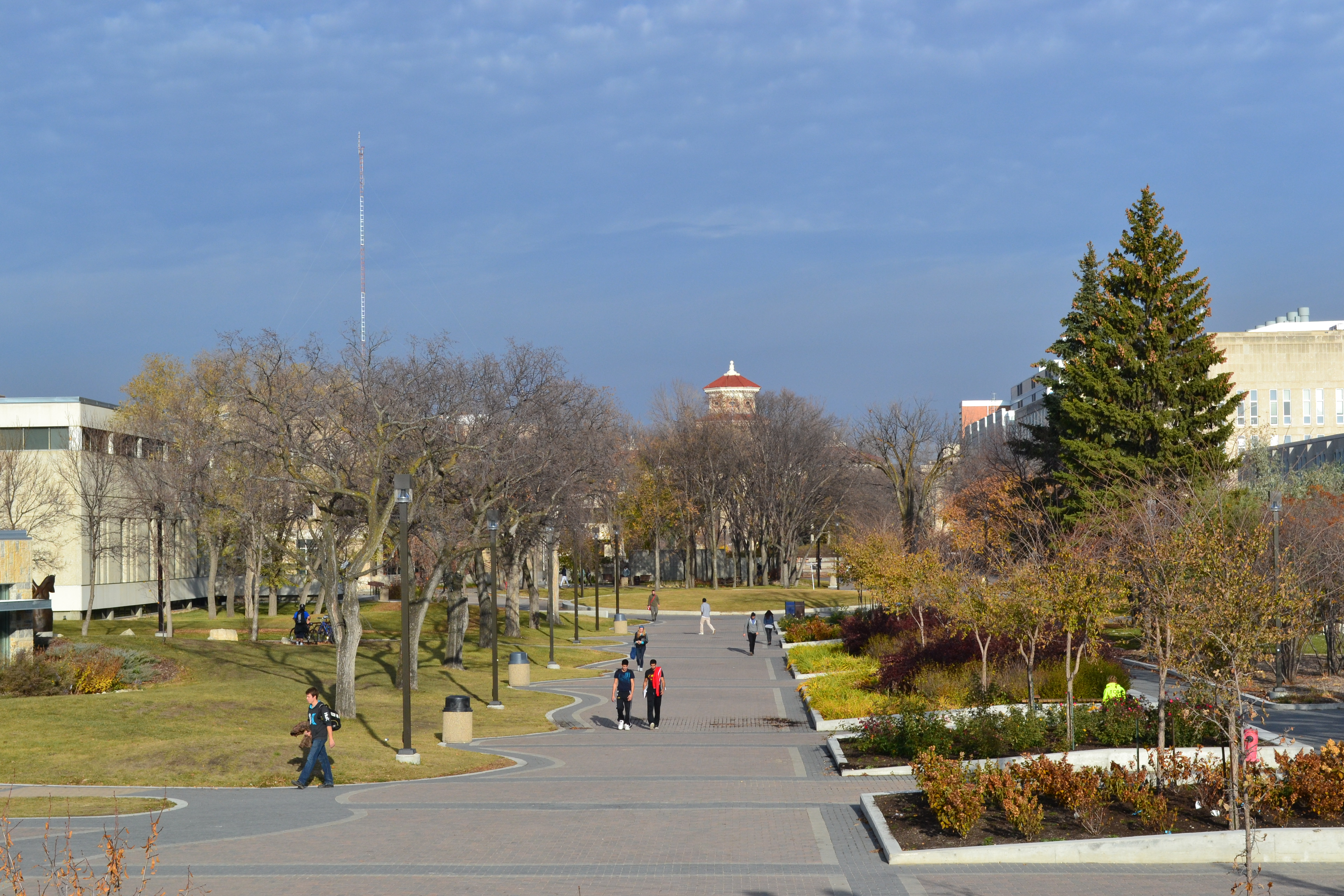
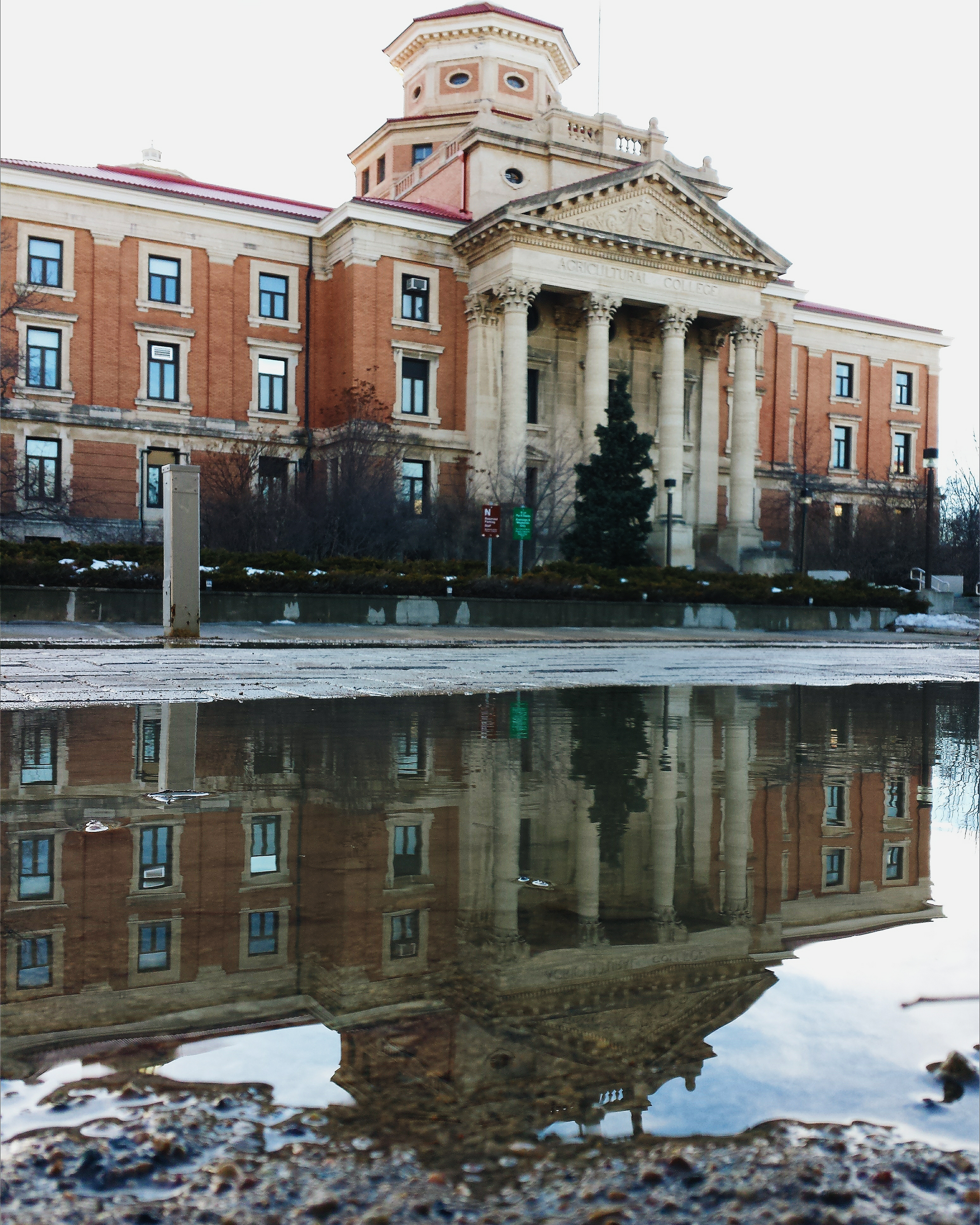